# Sisowath
Preah Bat Sisowath, né le 7 septembre 1840 et mort le 9 août 1927, est roi du Cambodge de 1904 à sa mort, à l'époque du protectorat français.
Il est le fils du roi Ang Duong et le demi-frère du roi précédent Norodom Ier.

## Biographie
Né en 1840 à Oudong, comme beaucoup de princes cambodgiens de l'époque, Sisowath passe une partie de sa jeunesse à Bangkok. En 1860, alors que la lutte entre ses deux demi frères Norodom et Si Votha fait rage, que le premier nommé doit fuir au Siam et que le second prend le maquis, il décide de rester à Phnom Penh. La querelle se termine par le retour sur le trône de Norodom et l'exil de Sisowath à Bangkok. En 1865, il décide de rejoindre Saïgon et de se mettre sous la protection des Français. En 1867, il participe aux côtés de ses nouveaux protecteurs à la lutte contre l'insurrection de Po Kombo ; en récompense, le gouverneur de Cochinchine fait pression sur son demi-frère pour qu'il puisse rentrer au Cambodge. En 1885-1886, de nouvelles émeutes éclatent, durant lesquelles Sisowath participe personnellement à la répression, ce qui ne fait qu’accroître son crédit auprès des Français et la suspicion de Norodom. À plusieurs reprises, quand le monarque se montre réticent à appliquer les réformes voulues par les protecteurs, ceux-ci menacent de le déposer au profit de son demi-frère. 

## Roi du Cambodge
Quand le roi décède, le 25 avril 1904, les Français font pression pour que tout naturellement Sisowath accède au trône. Après les relations tumultueuses entre Norodom et les autorités coloniales, le nouveau règne est marqué par une relative harmonie entre la cour et les représentants du protectorat.
En 1906, le roi Sisowath est en visite en France, accompagné de danseuses cambodgiennes qui frappent le public occidental — dont Rodin, qui les rencontre le 10 juillet à Paris et est si fasciné par leurs mouvements qu'il les suit jusqu'à Marseille, où se déroule la première grande exposition coloniale. Sur une une du magazine satirique L'Assiette au beurre, il est représenté juché à dos d'éléphant, saluant le président français Armand Fallières, qui chevauche pour sa part un coq.
Le 12 décembre 1921 à Pnom-Penh le vieux roi Sisowath, fidèle ami de la France, accueille le maréchal Joffre et lui rend hommage à travers de somptueuses cérémonies.
À Angkor, le 17 décembre 1921, à l'occasion de la visite de Joffre, Sisowath fête la matinée d'une façon exquise en y envoyant un groupe de ses danseuses. L'après-midi, il donne un autre spectacle grandiose figurant la reconstitution des cortèges des rois khmers : plus de 90 éléphants et 5 000 personnes participent au cortège. 
Son monument funéraire, réalisé par le sculpteur français Paul Ducuing (1867-1949), devait être érigé dans la pagode d'Argent à Phnom-Penh.

## Postérité
Le roi Sisowath a vingt épouses, qui lui donnent seize fils et neuf filles, dont son successeur, Sisowath Monivong.

## Ordre honorifique
Il institue un ordre honorifique dont la médaille porte au revers ce texte en français :
« Sisowath 1er, roi du Cambodge »